# Mallotus hanheoensis
Mallotus hanheoensis är en törelväxtart som beskrevs av Thin. Mallotus hanheoensis ingår i släktet Mallotus och familjen törelväxter. Inga underarter finns listade i Catalogue of Life.